# Orgamara reducta
Orgamara reducta är en insektsart som beskrevs av Ball 1909. Orgamara reducta ingår i släktet Orgamara och familjen Dictyopharidae. Inga underarter finns listade i Catalogue of Life.